# یولانتا پروسین
یولانتا پروسین (انگلیسی: Jolanta Prūsienė؛ زادهٔ ۳۰ november ۱۹۶۵ (۵۹ سال)) یک بازیکن تنیس روی میز اهل لیتوانی است. 
وی در مسابقات کشوری و بین‌المللی در مجموع برنده ۳ مدال برنز شده‌است.